# Antioco (padre di Seleuco I)
Antioco (in greco antico: Ἀντίoχoς?, Antíochos; fl. IV secolo a.C.) è stato un militare macedone antico.

## Biografia
Generale molto capace al servizio di Filippo II, Antioco era sposato con Laodice di Macedonia; era abbastanza influente da poter permettere al figlio Seleuco (il fondatore dell'impero seleucide) di diventare un compagno di Alessandro Magno. In suo onore, Seleuco fondò sedici città chiamate Antiochia e molti membri della dinastia seleucide portarono il suo nome.